# Melhor Jogador de Clubes da UEFA
O Melhor Jogador de Clubes da UEFA foi um prêmio de futebol oferecido pela UEFA para os jogadores que mais se destacavam a cada temporada por seus clubes no futebol europeu. O prêmio, juntamente com o "Melhor Goleiro", "Melhor Zagueiro", "Melhor Meio-campo", e "Melhor Atacante", era concedido no final de cada temporada, em uma festa de gala especial em Mónaco antes da Supercopa da UEFA. A honraria foi concedida às estrelas do futebol europeu desde a temporada de 1997–98, quando foi concedido a Ronaldo, quando era jogador da Internazionale. Para a temporada 2010–11, este prêmio foi substituído pelo prêmio Jogador do Ano da UEFA.

## Vencedores
Abaixo está uma lista de todos os vencedores do prêmio:
| Temporada | País | Jogador           | Posição       | Clube             | Também venceu        |
| --------- | ---- | ----------------- | ------------- | ----------------- | -------------------- |
| 1997–98   | BRA  | Ronaldo           | Atacante      | Internazionale    | Melhor Atacante      |
| 1998–99   | ENG  | David Beckham     | Meio-campista | Manchester United | Melhor Meio-campista |
| 1999–00   | ARG  | Fernando Redondo  | Volante       | Real Madrid       |                      |
| 2000–01   | GER  | Stefan Effenberg  | Meio-campista | Bayern de Munique |                      |
| 2001–02   | FRA  | Zinedine Zidane   | Meio-campista | Real Madrid       |                      |
| 2002–03   | ITA  | Gianluigi Buffon  | Goleiro       | Juventus          | Melhor Goleiro       |
| 2003–04   | POR  | Deco              | Meio-campista | Porto             | Melhor Meio-campista |
| 2004–05   | ENG  | Steven Gerrard    | Meio-campista | Liverpool         |                      |
| 2005–06   | BRA  | Ronaldinho        | Atacante      | Barcelona         |                      |
| 2006–07   | BRA  | Kaká              | Meio-campista | Milan             | Melhor Atacante      |
| 2007–08   | POR  | Cristiano Ronaldo | Atacante      | Manchester United | Melhor Atacante      |
| 2008–09   | ARG  | Lionel Messi      | Atacante      | Barcelona         | Melhor Atacante      |
| 2009–10   | ARG  | Diego Milito      | Atacante      | Internazionale    | Melhor Atacante      |

### Por clube
| País       | Jogadores |
| ---------- | --------- |
| Argentina  | 3         |
| Brasil     | 3         |
| Inglaterra | 2         |
| Portugal   | 2         |
| Alemanha   | 1         |
| França     | 1         |
| Itália     | 1         |
| Croácia    |           |

| Clube             | Jogadores |
| ----------------- | --------- |
| Barcelona         | 2         |
| Real Madrid       | 2         |
| Manchester United | 2         |
| Internazionale    | 2         |
| Bayern de Munique | 1         |
| Juventus          | 1         |
| Porto             | 1         |
| Liverpool         | 1         |
| Milan             | 1         |